# Антифат
Антифат (Антипатей, др.-греч. Ἀντιφάτης) — персонаж древнегреческой мифологии. Сын Мелампода и брат Мантия. Отец Экла. Царь лестригонов. Его дочь привела спутников Одиссея к отцу. В стране лестригонов Одиссей потерял 11 кораблей «Антипатов предел» упоминает Овидий.